# 卢博米尔·卢霍维
卢博米尔·卢霍维（Ľubomír Luhový，1967年3月31日—）是一名已退役的斯洛伐克足球运动员和教練。 他曾長期效力於國際巴迪斯拉華足球會。

## 俱乐部生涯
1991-92 赛季時，卢博米尔·卢霍维效力于法國足球乙級聯賽的馬堤古斯足球會。 